# Lopata, Žužemberk
Lopata este o localitate din comuna Žužemberk, Slovenia, cu o populație de 86 de locuitori.